# 標準モロッコ・タマジクト語
標準モロッコ・タマジクト語（ひょうじゅんモロッコ・タマジクトご、英: Standard Moroccan Tamazight）はベルベル語のモロッコ国内標準化言語である。モロッコ憲法の2011年改正、第5条に従って確立された。タマジクトはアマジグ人から由来する言葉である。標準モロッコ・ベルベル語、標準モロッコ・アマジグ語とも呼ばれる。

## 言語名別称
- 標準モロッコ・ベルベル語
- 標準モロッコ・アマジグ語
- 標準モロッコ・アマジク語
- 標準モロッコ・アマーズィーグ語
- 標準モロッコ・タマジクト語
- 標準モロッコ・タマジグト語
- Standard Moroccan Berber
- Standard Moroccan Amazigh
- Amazighe standard marocain
- Standard Moroccan Tamazight